# Gymnopleurus aenescens
Gymnopleurus aenescens är en skalbaggsart som beskrevs av Christian Rudolph Wilhelm Wiedemann 1821. Gymnopleurus aenescens ingår i släktet Gymnopleurus och familjen bladhorningar. Inga underarter finns listade i Catalogue of Life.